# سيروان حميد
سيروان حميد (10 نوفمبر 1943 - 25 مارس 2021) ضابط عسكري وسياسي إندونيسي.
شغل منصب وزير الشؤون الداخلية من 1998 إلى 1999، في مجلس الوزراء الإصلاحي للتنمية في عهد الرئيس ب. ج. حبيبي.
توفي حميد في 25 مارس 2021.